# Parafia św. Jakuba Apostoła w Jakubowie
Parafia pw. św. Jakuba Apostoła w Jakubowie – rzymskokatolicka parafia, należąca do dekanatu Głogów – NMP Królowej Polski, diecezji zielonogórsko-gorzowskiej, metropolii szczecińsko-kamieńskiej w Polsce, data erekcji w 1376 roku.

## Historia parafii
Pierwsze wzmianki o istnieniu kościoła i parafii jako wspólnoty chrześcijańskiej pochodzą z 991 roku. Nieopodal wsi Jakubów wypływa źródełko św. Jakuba (znane od XII wieku) miejsce licznych pielgrzymek. Od jego imienia pochodzi nazwa miejscowości, parafii i kościoła. Od 1376 roku istnieje gotycki kościół. W okresie reformacji w 1571 roku kościół został przejęty przez protestantów. Podczas wojny trzydziestoletniej kościoły znajdujące się na tych terenach zostają splądrowane i ograbione przez wojska szwedzkie.
Po włączeniu Śląska do państwa pruskiego z dominującym protestantyzmem parafia katolicka przestała istnieć na około sto lat. Odrodzenie nastąpiło dopiero w połowie XIX wieku.
Na terenie parafii znajduje się sanktuarium diecezjalne, utworzone w dniu 13 czerwca 2007 roku przez biskupa zielonogórsko-gorzowskiego Adama Dyczkowskiego. Obowiązki kustosza zostały powierzone dotychczasowemu proboszczowi parafii ks. Stanisławowi Czerwińskiemu.

## Miejsca kultu

### Kościół parafialny
- Kościół pw. św. Jakuba Apostoła w Jakubowie – sanktuarium diecezjalne

### Kościoły filialne
- Kościół pw. Podwyższenia Krzyża Świętego w Kurowicach
- Kościół pw. Matki Bożej Częstochowskiej w Nielubi
- Kościół św. Michała w Nielubi
- Kościół pw. Trójcy Świętej w Wierzchowicach

## Terytorium parafii

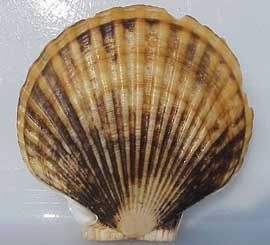
Symbol pielgrzymów. Muszla św. Jakuba

Parafia liczy około 2500 wiernych mieszkających w 14 sołectwach:

- Jakubów – siedziba parafii,
- Borów – (2 km),
- Bukwica – (2 km),
- Dankowice – (4 km),
- Drożów – (2 km),
- Drożyna – (4 km),
- Kurowice – (6 km),
- Łagoszów Mały – (2 km),
- Maniów – (3 km),
- Modła – (6 km),
- Nielubia – (6 km),
- Przesieczna – (3 km),
- Wierzchowice – (7 km),
- Zabłocie – (6 km)

## Duszpasterze

### Proboszczowie
Proboszczem od 24 sierpnia 1999 roku jest ks. Stanisław Czerwiński, który jednocześnie od 13 czerwca 2007 roku pełni obowiązki kustosza Sanktuarium św. Jakuba Apostoła w Jakubowie.

## Szlak pielgrzymkowy św. Jakuba
Szlak pielgrzymkowy zwany Dolnośląską Drogą św. Jakuba rozpoczyna się w Kolegiacie Głogowskiej i prowadzi przez miejscowości dekanatu NMP Królowej Polski i parafii Jakubów {Kurowice – Łagoszów Mały – Jakubów – Sanktuarium św. Jakuba). Dalej kieruje ku granicy na moście w Zgorzelcu, gdzie łączy się z innymi drogami biegnącymi do katedry w Santiago de Compostela w Galicji w północno-zachodniej Hiszpanii. Ma on około 160 km, a otwarto go 24 lipca 2005 roku. Według przekonań pielgrzymów, w katedrze tej, znajduje się ciało św. Jakuba Większego Apostoła.